# Rubus villarsianus
Rubus villarsianus är en rosväxtart som beskrevs av Wilhelm Olbers Focke och August Gremli.
Rubus villarsianus ingår i släktet rubusar och familjen rosväxter. Inga underarter finns listade i Catalogue of Life.